# ایالت ملاکا
مالاکا (به مالایی: Melaka) یا ملاخ نام ایالتی‌است در کشور مالزی.

## تاریخچه
پیشه بومیان مالاکا ماهیگیری است. در پیرامون ۱۴۰۰ میلادی شاهزاده‌ای به نام پارامسوارا از سوماترا بدینجا گریخت و یک سلطنت را بنیاد نهاد.
در ۱۴۱۴ این شاهزاده به اسلام می‌گرود و نام خود را به راجه اسکندر شاه می‌گرداند.
نظر به جای استراتژیک ملاکا این منطقه به زودی به گذری معتبر بدل می‌گردد و کوچندگانی چینی نیز در آنجا سکنی می‌گزینند. با مرگ راجه اسکندر شاه پسرش سلطان محمد شاه جای پدر را می‌گیرد.

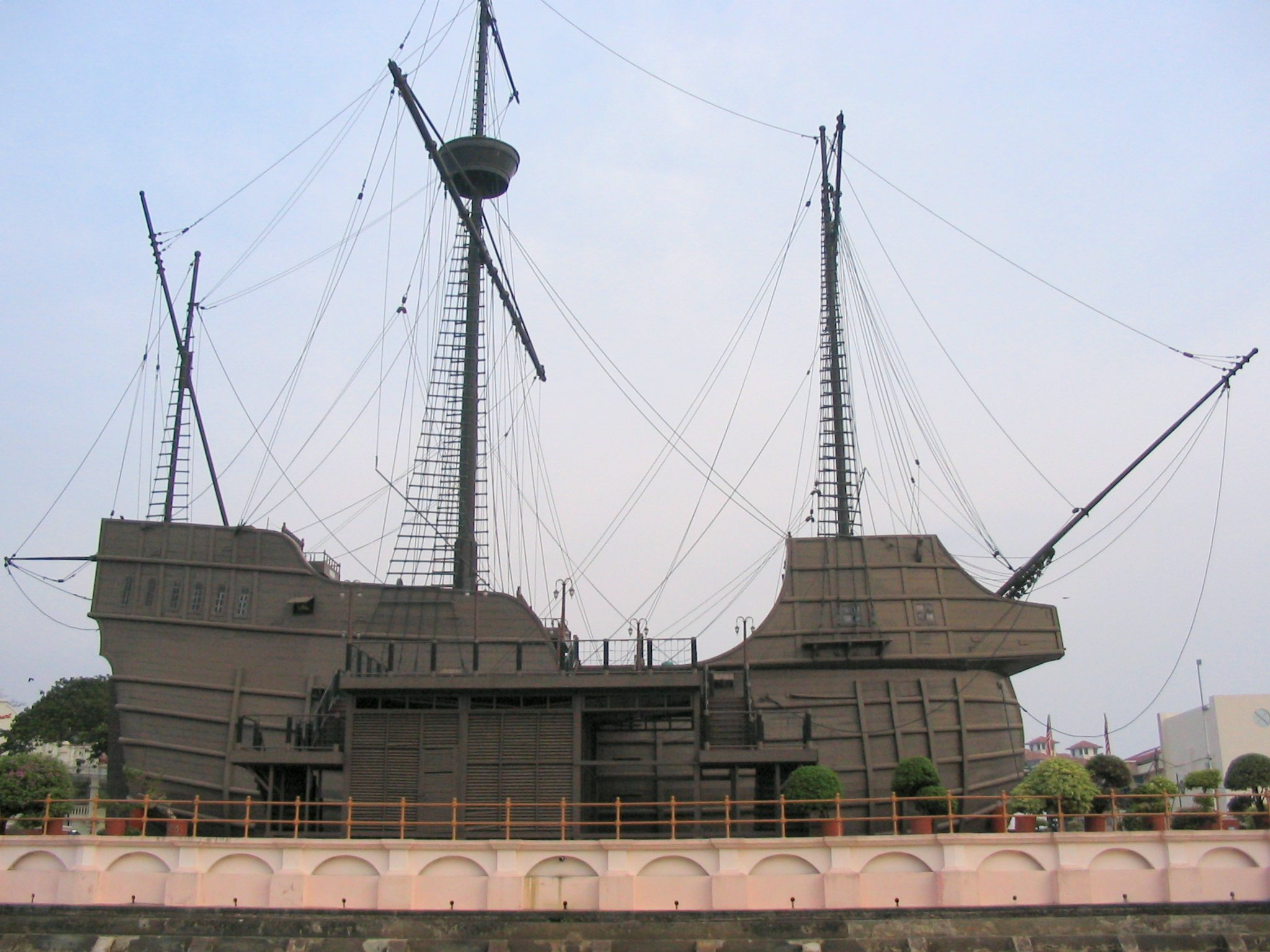
موزهٔ کشتی پرتغالی در ملاکا

جایگاه برجسته ملاکا برمهای‌ها را در دهه‌های ۱۴۴۰ و ۱۴۵۰ میلادی اندیشهٔ دست‌یازیدن بدان سامان افکند ولی تازش‌های آنان به جایی نرسید. فرمانروایان ملاکا روابطی نزدیک با چین داشتند و پیوندهایی نیز میان خاندان پادشاهی دو کشور برپا می‌گشت.
در ۱۵۱۱ میلادی آلفونسو د آلبوکرک پرتغالی بر ملاکا چیره شد و این سامان به استعمار پرتغالیان درآمد. سلطان محمود شاه واپسین شاه ملاکا به مناطق درونی شبه جزیره پناه برد و به جنگ با پرتغالی‌ها پرداخت. ولی سرانجام شکست خورد و با خانواده‌اش به سوماترا گریخت و همانجا درگذشت.
در ۱۶۴۱ هلندی‌ها ملاکا را از پرتغالیان با جنگ گرفتند. در ۱۸۲۴ هلند ملاکا را به بریتانیا تسلیم نمود. و سرانجام ملاکا به اتحاد مالایی یا مالزی آینده پیوست.

## جغرافیا

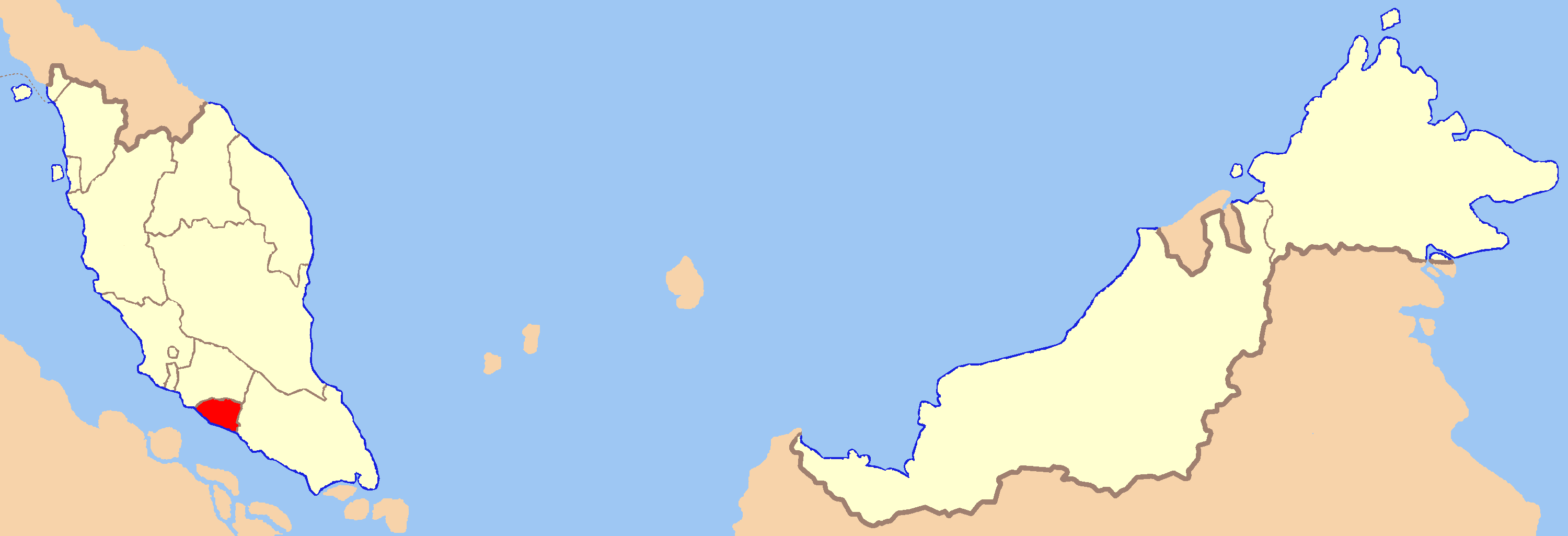

ملاکا پس از پرلیس و پنانگ سومین ایالت کوچک مالزی‌است.
ملاکا از شمال به ایالت نگری سمبیلان و از جنوب به ایالت جوهور محدود می‌شود.
ملاکا در جنوب شبه جزیره مالایا و در کرانهٔ تنگه مالاکا جای گرفته‌است.
مرکز ملاکا شهر ملاکا است که مرکز تاریخی آن از تاریخ ۷ ژوئیهٔ ۲۰۰۸ در فهرست میراث جهانی یونسکو ثبت شده‌است.
فرماندار این ایالت به صورت سنتی در واقع یک سلطان است.

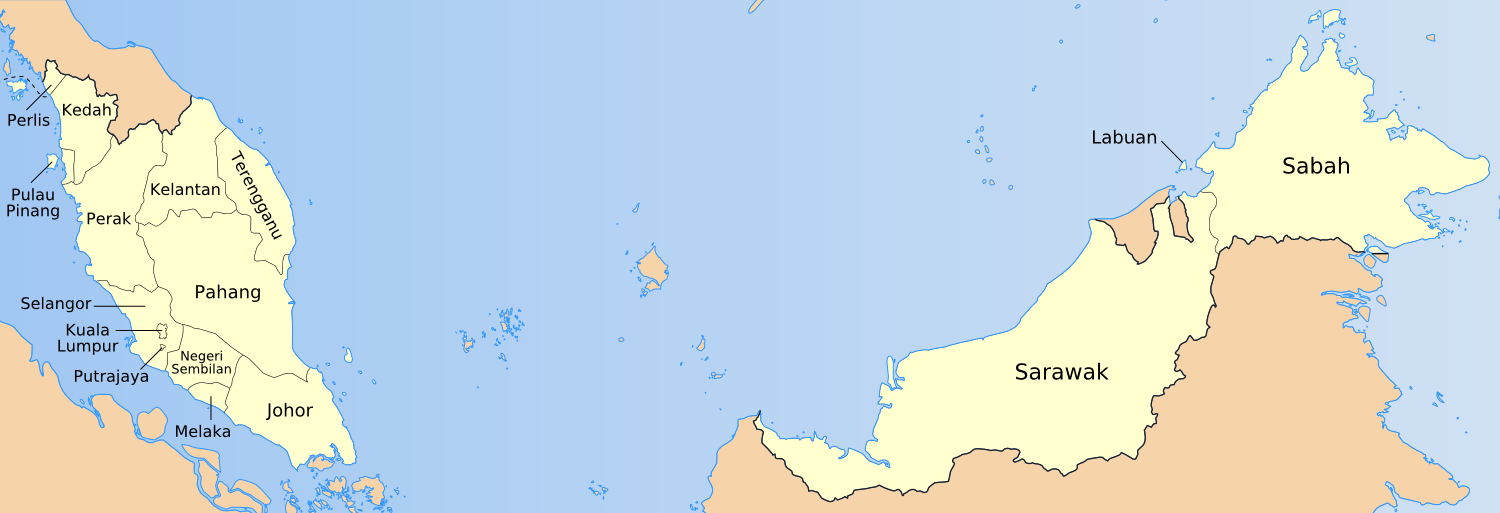

## نگارخانه

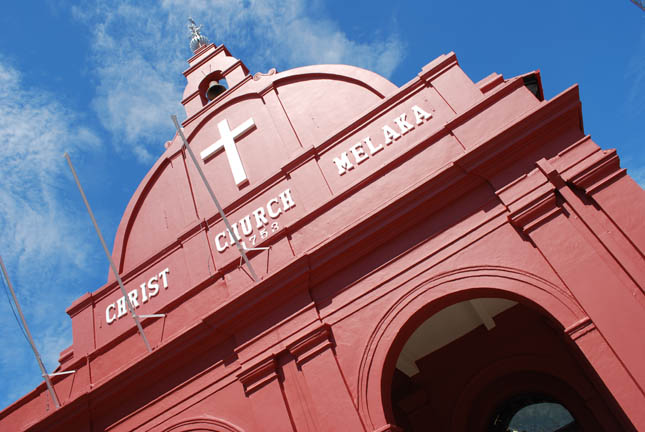
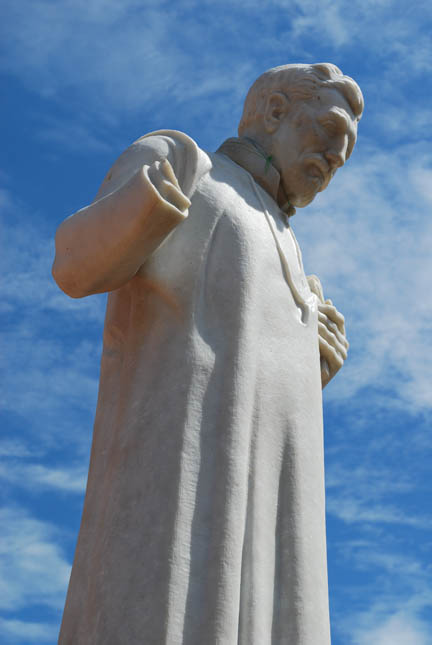
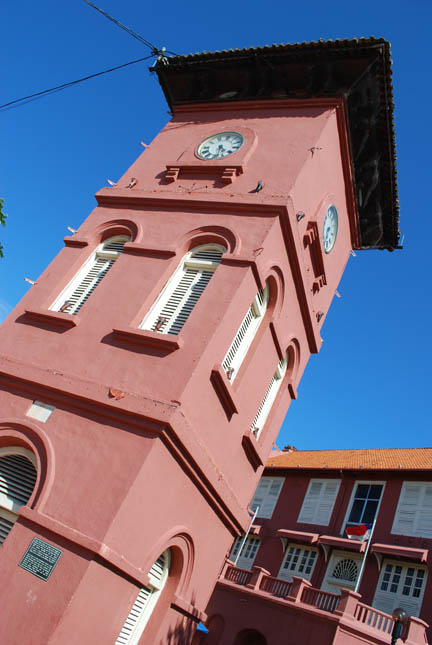
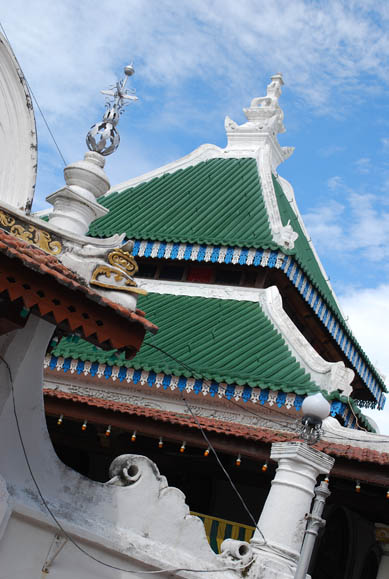
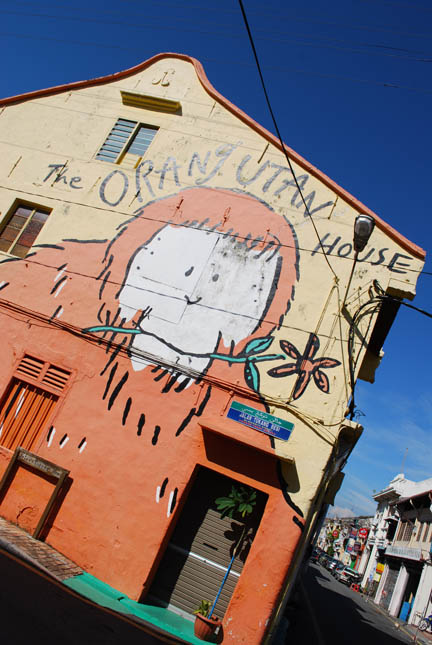
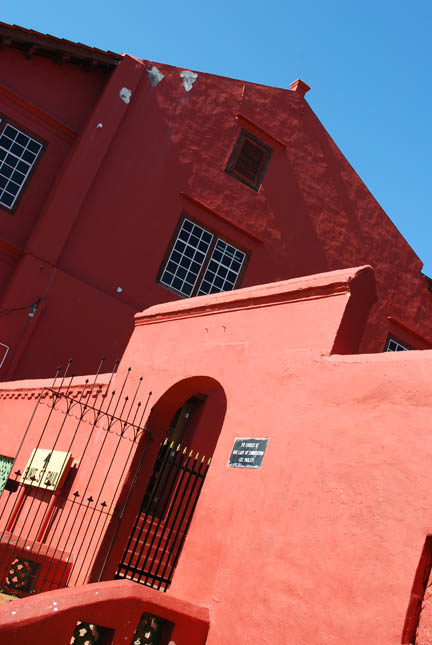
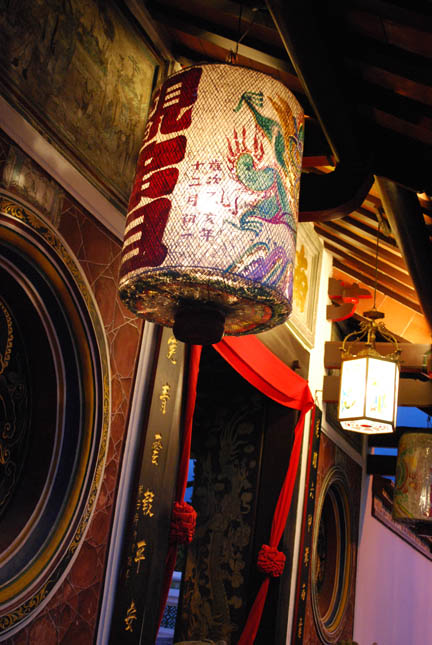
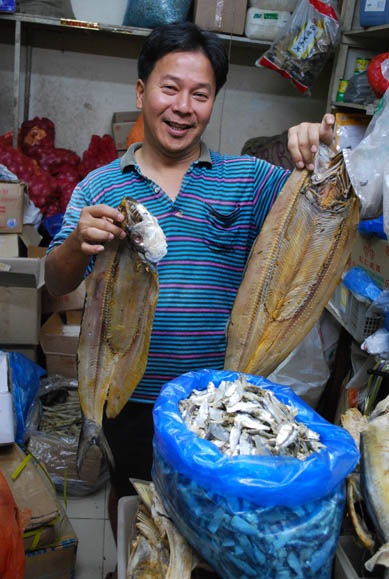